# Gurumbé, canciones de tu memoria negra
Gurumbé, canciones de tu memoria negra es una película documental realizada por Miguel Ángel Rosales y producida por Intermedia Producciones. La película revela la presencia africana en España entre los siglos XV y XIX y su aporte en la cultura musical española, sobre todo en el flamenco.

## Argumento
Varios investigadores explican que de 10 a 15% de la población de Cádiz en el siglo XVII, y de Sevilla en el siglo XVIII  era africana. Entre otras pruebas se mencionan la existencia de una cofradía específica (llamada cofradía de los negritos) de la Semana Santa sevillana o todavía por la presencia de artistas negros, tal Juan de Pareja, esclavo y asistente de Diego Velásquez, antes de ganar su libertad y ejercer como pintor.
El documental muestra el aporte africano a la música española y europea, sobre todo barroca, donde las síncopas y los contratiempos aparecen con la presencia africana en España, como lo atestigua Fahmi Alqhai.

## Personas notables entrevistadas
- Fahmi Alqhai, músico
- Aurelia Martín Casares, historiadora
- Isidoro Moreno, antropólogo
- Raúl Rodríguez Quiñones, músico y antropólogo
- José Antonio Piqueras, historiador